# Oberamt Gammertingen
Das Obervogteiamt (ab 1827 Oberamt) Gammertingen war ein Verwaltungsbezirk im Süden des heutigen deutschen Bundeslandes Baden-Württemberg. Es bestand unter wechselnden Herrschaften bis 1925, zuletzt ab 1850 als preußisches Oberamt in den Hohenzollernschen Landen.

## Geschichte
Zum Ende des Alten Reichs besaßen die Freiherren von Speth die reichsritterschaftlichen, zum Kanton Donau steuernden, Herrschaften Gammertingen und Hettingen. Anfang Dezember 1805 nahm Württemberg die Rittergüter in Besitz, musste sie aber im September des folgenden Jahres wieder räumen, weil Artikel 23 der Rheinbundakte die beiden Herrschaften dem Fürstentum Hohenzollern-Sigmaringen zuteilte. Da den Speth ihre Rechte als Grund- und Zehntherren belassen wurden, bestand das Spethsche Obervogteiamt Gammertingen weiter, stand aber unter der Landeshoheit Hohenzollern-Sigmaringens und erfüllte gleichzeitig die Aufgaben eines fürstlichen Oberamts. Als Amtshaus diente nach wie vor das 1724/25 vom späteren Oberschultheißen Clavell errichtete repräsentative Gebäude am Gammertinger Marktplatz (heute Hohenzollernstraße). 1814 wurde das grundherrlich Spethsche Obervogteiamt Hettingen aufgehoben und mit der Gammertinger Behörde vereinigt. Am 6. Juni 1827 verkauften die Familien Speth ihre verbliebenen Rechte, Grundstücke und Gebäude an den Sigmaringer Fürsten Anton Aloys. Fortan bestand das Oberamt Gammertingen als landesherrliche Behörde, auch nachdem die Souveränität 1850 an Preußen übergegangen war.
Durch das Gesetz zur Vereinfachung der Verwaltung der Hohenzollernschen Lande vom 7. Oktober 1925 wurde das Oberamt aufgehoben und größtenteils dem neu gebildeten Landkreis Sigmaringen zugeschlagen. Lediglich die Gemeinden Melchingen, Ringingen und Salmendingen kamen zum Landkreis Hechingen.

## Zugehörige Orte
Nach dem Übergang der Landeshoheit an Hohenzollern-Sigmaringen war die Gammertinger Behörde zunächst nur für das Gebiet der früheren Ritterherrschaft zuständig, die neben der Amtsstadt die Dörfer Feldhausen, Harthausen bei Feldhausen, Kettenacker (mit dem Lusthof) und Neufra (mit dem Birkhof) umfasste. 1814 kamen Hettingen und Hermentingen vom aufgelösten Obervogteiamt Hettingen hinzu. Durch Verordnung vom 15. Juni 1827 wurde das Oberamt als landesherrliche Behörde neu errichtet und gleichzeitig um die Orte Benzingen, Harthausen an der Scheer, Veringendorf und Veringenstadt, bislang Oberamt Sigmaringen, vergrößert. Durch Verordnung vom 15. Oktober 1840 wurde das Oberamt Gammertingen um die Orte Hochberg und Inneringen, bislang Obervogteiamt Jungnau, erweitert; gleichzeitig verlor es Benzingen und Harthausen an der Scheer ans Oberamt Straßberg. Letzteres wurde durch Verordnung vom 18. Januar 1854 aufgehoben und mehrheitlich dem Oberamt Gammertingen zugeschlagen. Eine abschließende Vergrößerung erfolgte am 9. August 1861, als dem Oberamt Gammertingen die fünf Gemeinden des aufgelösten Oberamts Trochtelfingen zufielen.
Von 1861 bis zu seiner Auflösung umfasste das Oberamt somit folgende Gemeinden:
| Nr. | Gemeinde                  | Fläche (ha) 1885 | Einwohner 1885 | Einwohner 1925 | heutige Gemeinde        |
| --- | ------------------------- | ---------------- | -------------- | -------------- | ----------------------- |
| 1   | Gammertingen, Stadt       | 1827             | 1153           | 1206           | Gammertingen            |
| 2   | Benzingen                 | 1497             | 645            | 486            | Winterlingen            |
| 3   | Blättringen               | 211              | 64             | 61             | Winterlingen            |
| 4   | Feldhausen                | 1011             | 297            | 277            | Gammertingen            |
| 5   | Frohnstetten              | 1469             | 724            | 814            | Stetten am kalten Markt |
| 6   | Harthausen an der Scheer  | 1671             | 796            | 704            | Winterlingen            |
| 7   | Harthausen bei Feldhausen | 681              | 192            | 207            | Gammertingen            |
| 8   | Hermentingen              | 504              | 176            | 155            | Veringenstadt           |
| 9   | Hettingen, Stadt          | 1986             | 625            | 572            | Hettingen               |
| 10  | Hochberg                  | 351              | 142            | 115            | Bingen                  |
| 11  | Inneringen                | 2618             | 919            | 768            | Hettingen               |
| 12  | Kaiseringen               | 506              | 190            | 287            | Straßberg               |
| 13  | Kettenacker               | 1063             | 328            | 315            | Gammertingen            |
| 14  | Melchingen                | 1219             | 623            | 571            | Burladingen             |
| 15  | Neufra                    | 2837             | 1211           | 1224           | Neufra                  |
| 16  | Ringingen                 | 1294             | 599            | 623            | Burladingen             |
| 17  | Salmendingen              | 2058             | 626            | 626            | Burladingen             |
| 18  | Steinhilben               | 1714             | 641            | 665            | Trochtelfingen          |
| 19  | Storzingen                | 738              | 231            | 237            | Stetten am kalten Markt |
| 20  | Straßberg                 | 1984             | 795            | 952            | Straßberg               |
| 21  | Trochtelfingen, Stadt     | 3013             | 1246           | 1120           | Trochtelfingen          |
| 22  | Veringendorf              | 1175             | 445            | 371            | Veringenstadt           |
| 23  | Veringenstadt, Stadt      | 1445             | 806            | 600            | Veringenstadt           |

## Amtsvorsteher
- 1806–1812: Georg Gros
- 1812–1830: Jakob Hermanuz
- 1830–1832: Michael Buck
- 1851–1854: Joseph Gebele von Waldstein
- 1855–1860: Benedikt Stehle
- 1860–1862: Leopold Harrer (als Amtsverweser)
- 1862–1873: Hermann Mock
- 1874–1875: Georg zu Ysenburg und Büdingen-Philippseich
- 1875–1881: Otto von Westhoven
- 1882–1883: Bernhard von Schenck (kommissarisch)
- 1883–1885: Franz von Brühl
- 1885–1887: Jakob Rudolf Emil Minor (kommissarisch)
- 1887–1890: Werner Benno Ludwig von Weiher
- 1890–1891: Karl Freiherr Schirndinger von Schinding (kommissarisch)
- 1891–1899: Karl Bahlmann
- 1899–1905: Max Freiherr von Fürstenberg
- 1905–1917: Carl Kloubert
- 1917–1925: August Hegemann (als Amtsverweser)